# Загуже (Підляське воєводство)
Загуже (пол. Zagórze) — село в Польщі, у гміні Корицин Сокульського повіту Підляського воєводства.
Населення — 124 особи (2011).
У 1975-1998 роках село належало до Білостоцького воєводства.

## Демографія
Демографічна структура станом на 31 березня 2011 року:
|          | Загалом | Допрацездатний вік | Працездатний вік | Постпрацездатний вік |
| -------- | ------- | ------------------ | ---------------- | -------------------- |
| Чоловіки | 61      | 11                 | 43               | 7                    |
| Жінки    | 63      | 19                 | 28               | 16                   |
| Разом    | 124     | 30                 | 71               | 23                   |